# Castillejo de Evans
Castillejo de Evans es una localidad del municipio de Cipérez, en la comarca de Tierra de Vitigudino, provincia de Salamanca, España. En la actualidad es una finca ganadera de una gran extensión, donde se da la explotación de la raza morucha y el cerdo ibérico.  

## Geografía
Castillejo de Evans se ubica entre Cipérez y Casasola de la Encomienda, accediéndose desde Cipérez a través de la carretera de La  Moralita, localidad que hay que atravesar para llegar a Castillejo de Evans.

## Historia
La fundación de Castillejo de Evans se fecha en el siglo XIV, encuadrándose entonces dentro del arcedianato de Ledesma con la denominación de Castillejo de Iban. Con la creación de las provincias actuales en 1833 Castillejo de Evans, como parte del municipio de Cipérez, quedó adscrito a la de Salamanca, dentro de la Región Leonesa.

## Demografía
En 2017 Castillejo de Evans contaba con una población de 3 habitantes, de los cuales 2 eran hombres y 1 mujer. (INE 2017).
| Gráfica de evolución demográfica de Castillejo de Evans entre 2000 y 2017                |
|                                                                                          |
| Fuente: Instituto Nacional de Estadística de España - Elaboración gráfica por Wikipedia. |